# Anisophyllea myriosticta
Anisophyllea myriosticta är en tvåhjärtbladig växtart som beskrevs av Floret. Anisophyllea myriosticta ingår i släktet Anisophyllea och familjen Anisophylleaceae. Inga underarter finns listade i Catalogue of Life.